# Rezerwat przyrody Dąbrowa na wyspie
Dąbrowa na Wyspie – rezerwat przyrody w województwie lubuskim, w powiecie międzyrzeckim, w gminie Przytoczna. Leży w granicach Pszczewskiego Parku Krajobrazowego oraz dwóch obszarów sieci Natura 2000: obszaru specjalnej ochrony ptaków „Jeziora Pszczewskie i Dolina Obry” PLB080005 oraz specjalnego obszaru ochrony siedlisk „Rynna Jezior Obrzańskich” PLH080002.
Według obowiązującego planu ochrony ustanowionego w 2004 roku, obszar rezerwatu objęty jest ochroną czynną.

## Podstawa prawna
Utworzony Zarządzeniem Ministra Ochrony Środowiska, Zasobów Naturalnych i Leśnictwa z dnia 11 grudnia 1995 r. w sprawie uznania za rezerwat przyrody (M.P. z 1996 r. nr 2, poz. 25).
Celem ochrony jest zachowanie ze względów naukowych, dydaktycznych i krajobrazowych rzadko spotykanego lasu liściastego na malowniczej wyspie oligotroficznego Jeziora Lubikowskiego.

## Obszar rezerwatu
W skład rezerwatu wchodzi obszar położony w granicach administracyjnych powiatu międzyrzeckiego, gm. Przytoczna, obrębu ewidencyjnego Lubikowo o powierzchni 4,40 ha (dz. nr 535/2 – 4,40 ha) w zarządzie Nadleśnictwa Międzychód.

## Przyroda
W drzewostanie dominuje dąb z domieszką buka i olszy czarnej. W runie rośnie m.in. konwalia majowa, pierwiosnek lekarski, lilia złotogłów, dzwonek brzoskwiniolistny i występujący w formie płożącej bluszcz pospolity.
Wyspa otoczona jest szuwarami, które stanowią dogodne miejsce lęgowe dla ptaków wodnych takich jak: łabędź niemy, gęgawa, bąk, cyraneczka, gągoł.